# Čchen Sün
Čchen Sün (čínsky pchin-jinem Chén Xún, znaky zjednodušené 陈循, tradiční 陳循; 1385–1462 byl politik čínské říše Ming. Císař Jing-cung ho roku 1444 jmenoval velkým sekretářem, roku 1449 po smrti prvního velkého sekretáře Cchao Naje a zajetí Jing-cunga v bitvě u Tchu-mu stanul v čele sboru velkých sekretářů. Současně se novým císařem stal Ťing-tchaj. Po návratu Jing-cunga k moci začátkem roku 1457 byl odvolán z funkcí.

## Jména
Čchen Sün používal zdvořilostní jméno Te-cun (čínsky pchin-jinem Dézūn, znaky 德遵), používal též pseudonym Fang-čou (čínsky pchin-jinem Fāngzhōu, znaky 芳洲).

## Život
Čchen Sün se narodil roku 1385, pocházel z okresu Tchaj-che v prefektuře Ťi-an na jihu provincie Ťiang-si.
Vynikl v úřednických zkouškách, hodnost ťin-š’ získal roku 1415 jako první v pořadí u nejvyšších, palácových, zkoušek. S podporou velkého sekretáře Jang Š’-čchiho (také rodáka z Tchaj-che) stoupal v úředních hodnostech, roku 1444 po Jang Š’-čchiho smrti zaujal jeho místo ve velkém sekretariátu. Následující rok byl formálně jmenován i náměstkem ministra daní zprava (户部右侍郎, chu-pu jou-š’-lang).
Ve druhé polovině 40. let patřil mezi politiky spíše průměrné, zastíněn tehdejším prvním sekretářem Cchao Najem. Cchao Naj roku 1449 doprovázel císaře Jing-cunga na tažení proti Mongolům Esena-tajšiho a zahynul v bitvě u Tchu-mu, ve které Jing-cung padl do zajetí. Novým císařem se stal Jing-cungův bratr Ťing-tchaj a novým prvním sekretářem Čchen Sün (současně obdržel hodnost ministra daní a roku 1452 učitele korunního prince).
Čchen Sün, ani ostatní sekretáři, za vlády císaře Ťing-tchaje nepatřili mezi dominantní politiky. Zastiňovali je ministři – ministr státní správy Wang Č’ a především ministr vojenství Jü Čchien – a vedoucí eunuchové (Ťin Jing a Sing An). V čele sboru velkých sekretářů zůstal do začátku roku 1457, své postavení ztratil v čistce následující po převratu, kterým se na císařský trůn vrátil Jing-cung.